# Барков, Вячеслав Александрович
Вячеслав Александрович Барков (род. 28 февраля 1992, Санкт-Петербург) — российский двоеборец. Мастер спорта международного класса.

## Карьера
Родился в Санкт-Петербурге, где его первым тренером был отец.
Позже переехал в Москву, где начал тренироваться у Н. Васильева. Выступает за СШОР УОР № 2 Москомспорта.
Победитель первенства России среди юниоров (2009, 2010, 2011, 2012), призер этапов кубка России, бронзовый призер чемпионата Финляндии среди юниоров (2010).
Чемпион России (2011, 2012 — командное первенство, 2017 — К120+10км). Серебряный (2014—2016 — классика (К95+10км)) и бронзовый (2016 — К120+10км) призер чемпионатов России.
С сезона 2013/14 выступает на этапах Кубка мира.
На зимней Универсиаде 2017 года первенствовал в лыжном двоеборье: нормальный трамплин + 10 км. В командной гонке россияне, среди которых был Вячеслав, стали вторыми.
Участник Чемпионата мира 2017 в финском Лахти
Окончил Московский государственный гуманитарный университет имени М. А. Шолохова.